# Jasper Frahm
Jasper Frahm (* 7. März 1996 in Buxtehude) ist ein ehemaliger deutscher Radrennfahrer.

## Sportliche Laufbahn
2013 sowie 2014 wurde Jasper Frahm deutscher Junioren-Meister in der Mannschaftsverfolgung. 
Im Erwachsenenbereich wurde Frahm für die UEC-Bahn-Europameisterschaften 2016 im französischen in Saint-Quentin-en-Yvelines nominiert. Im Jahr 2018 wurde er Deutscher Meister in der Mannschaftsverfolgung der Elite und auf der Straße Deutscher U23-Meister im Einzelzeitfahren.

## Erfolge

### Bahn
2013
- Deutscher Junioren-Meister – Mannschaftsverfolgung (mit Marcel Franz, Robert Kessler und Leon Rohde)

2014
- Deutscher Junioren-Meister – Mannschaftsverfolgung (mit Marcel Franz, Max Kanter und Julius Schlott)

2018
 Deutscher Meister – Mannschaftsverfolgung (mit Lucas Liß, Leif Lampater und Felix Groß)

### Straße
2014
- eine Etappe Cup of Grudziadz Town President
- eine Etappe Sint-Martinusprijs Kontich

2018
- Deutscher U23-Meister – Einzelzeitfahren